# Восточно-Сахалинское течение
Восточно-Сахалинское течение (также сокращённо ВСТ) — холодное морское течение в юго-восточной части Охотского моря, являющееся одним из основных течений его акватории. Проходит вдоль восточного побережья острова Сахалин с севера на юг. Течение является холодным поскольку в северной, более изолированной части Охотского моря весной долгое время застаиваются медленно тающие плавучие льды. Это течение, как и Охотское море в целом, воздействует на климат острова как гигантский термоаккумулятор, определяя затяжную холодную весну. Летом и осенью Восточно-Сахалинское течение усиливает контраст между прохладным восточным и тёплым юго-западным побережьями острова, так как юго-запад омывают воды тёплого Цусимского течения Японского моря.

## Гидрография
Само течение образуется по причине наличия разницы в плотности между сравнительно легкими водами шельфа и плотными водами, заполняющими впадину Дерюгина. Как и другие морские течения, его интенсивность меняется в зависимости от сезона года. В летний период ВСТ ослабевает поскольку ветра южных румбов вызывают апвеллинг на северо-восточном шельфе Сахалина. У мыса Терпения часть вод течения поворачивает на восток, огибая Курильскую впадину и устремляясь к Северо-курильским островам, уходя через проливы между ними в Тихий океан, где его остатки сливаются с холодным Курило-Камчатским течением. Скорость Восточно-Сахалинского течения максимальна в прибрежной зоне (до 65 км от берега), где она достигает 10-20 см/сек, по удалении от берега ещё на 45 км понижается до 5-10 см/сек, и, наконец, постепенно сменяется на противотечение на более дальнем расстоянии. Течение хорошо заметно с октября по май и довольно слабо летом. Наиболее затронут течением поверхностный слой прибрежных вод на глубине до 150 м.